# Auto GP
Auto GP (ранее известна под названиями Евро Формула-3000 и Евросерия 3000) — европейская серия на машинах с открытыми колёсами. В 2016 году была объединена с чемпионатом Boss GP Series.

## История серии
История серии берёт начало в 1999 году под названием Итальянская Формула-3000, которая была организована Пьерлуиджи Корбари и использовала шасси Lola с двигателями Zytek, ранее в течение первых двух лет применявшихся в Международной Формуле-3000. Поначалу практически все гонки проходили на территории Италии, но вскоре серия расширилась и стала проводиться в различных европейских странах.
В 2001 серия была переименована в «Евро Формула-3000», когда управляемая FIA серия Формулы-3000 стала «Международной». Следующие три года (2001—2003) использовались шасси Lola B99/50. В 2004 году титульным спонсором серии стала компания Superfund.
В 2005 году чемпионат снова стал итальянским, но теперь его организацией занималась Coloni. В 2006 Coloni смогла возвратить статус европейского чемпионата, который был назван «Евросерия 3000» и использовал новую спецификацию шасси Lola — B02/50.
В 2007 году чемпионат Итальянской Формулы-3000 возвратился, в качестве части Евросерии 3000. В 2009 году организаторы серии объявили о переходе на первое шасси серии «А1 Гран-при».
В сезоне 2010 года чемпионат снова претерпел изменения и получил новое название — Auto GP. Одним из основных нововведений является призовой фонд, равный 200 000 евро на каждом из этапов.

## Чемпионы
| Год  | Название серии              | Чемпион                                                     | Команда-победитель                                          | Чемпион младшего класса                                     |
| ---- | --------------------------- | ----------------------------------------------------------- | ----------------------------------------------------------- | ----------------------------------------------------------- |
| 1999 | Итальянская Формула-3000    | Джорджо Винелла                                             | Team Martello                                               |                                                             |
| 2000 | Итальянская Формула-3000    | Рикардо Сперафико                                           | Arden Team Russia                                           |                                                             |
| 2001 | Евро Формула-3000           | Фелипе Масса                                                | Draco Junior Team                                           |                                                             |
| 2002 | Евро Формула-3000           | Жайме Мело                                                  | Team Great Wall                                             |                                                             |
| 2003 | Евро Формула-3000           | Аугусто Фарфус                                              | Draco Junior Team                                           |                                                             |
| 2004 | Superfund Евро Формула-3000 | Ники Пасторелли                                             | Draco Junior Team                                           |                                                             |
| 2005 | Итальянская Формула-3000    | Лука Филиппи                                                | FMS International                                           | Стефано Гаттузо (Младший класс)                             |
| 2006 | Евро Формула-3000           | Джакомо Риччи                                               | FMS International                                           | Джакомо Риччи (Итальянская Формула-3000)                    |
| 2007 | Евросерия 3000              | Давиде Ригон                                                | Minardi by GP Racing                                        | Давиде Ригон (Итальянская Формула-3000)                     |
| 2008 | Евросерия 3000              | Николя Прост                                                | Bull Racing                                                 | Омар Леаль (Итальянская Формула-3000)                       |
| 2009 | Евросерия 3000              | Уилл Брэтт                                                  | FMS International                                           | Уилл Брэтт (Итальянская Формула-3000)                       |
| 2010 | Auto GP                     | Ромен Грожан                                                | DAMS                                                        | Адриен Тамбе (U21 Trophy)                                   |
| 2011 | Auto GP                     | Кевин Чеккон                                                | DAMS                                                        | Кевин Чеккон (U21 Trophy)                                   |
| 2012 | Auto GP                     | Эдриан Куэйф-Хоббс                                          | Super Nova Racing                                           | Эдриан Куэйф-Хоббс (U21 Trophy)                             |
| 2013 | Auto GP                     | Витторио Гирелли                                            | Super Nova Racing                                           | Витторио Гирелли (U21 Trophy)                               |
| 2014 | Auto GP                     | Кимия Сато                                                  | Super Nova Racing                                           |                                                             |
| 2015 | Auto GP                     | сезон «заморожен» вследствие малого числа заявок на участие | сезон «заморожен» вследствие малого числа заявок на участие | сезон «заморожен» вследствие малого числа заявок на участие |
| 2016 | Auto GP                     | Луис Михаэль Дёрбеккер                                      | Torino Squadra Corse                                        |                                                             |

## Система начисления очков
В командный зачёт идут результаты двух лучших болидов. Победитель квалификации получает бонусное очко. За уик-энд гонщик может максимум заработать 48 очков.
| Действующая система начисления очков | Действующая система начисления очков | Действующая система начисления очков | Действующая система начисления очков | Действующая система начисления очков | Действующая система начисления очков | Действующая система начисления очков | Действующая система начисления очков | Действующая система начисления очков | Действующая система начисления очков | Действующая система начисления очков | Действующая система начисления очков | Действующая система начисления очков |
|                                      | 1-й                                  | 2-й                                  | 3-й                                  | 4-й                                  | 5-й                                  | 6-й                                  | 7-й                                  | 8-й                                  | 9-й                                  | 10-й                                 | ПП                                   | БК                                   |
| ------------------------------------ | ------------------------------------ | ------------------------------------ | ------------------------------------ | ------------------------------------ | ------------------------------------ | ------------------------------------ | ------------------------------------ | ------------------------------------ | ------------------------------------ | ------------------------------------ | ------------------------------------ | ------------------------------------ |
| Гонка 1                              | 25                                   | 18                                   | 15                                   | 12                                   | 10                                   | 8                                    | 6                                    | 4                                    | 2                                    | 1                                    | 1                                    | 1                                    |
| Гонка 2                              | 20                                   | 15                                   | 12                                   | 10                                   | 8                                    | 6                                    | 4                                    | 3                                    | 2                                    | 1                                    |                                      | 1                                    |

### Предыдущие системы начисления очков
| Предыдущие системы начисления очков | Предыдущие системы начисления очков | Предыдущие системы начисления очков | Предыдущие системы начисления очков | Предыдущие системы начисления очков | Предыдущие системы начисления очков | Предыдущие системы начисления очков | Предыдущие системы начисления очков | Предыдущие системы начисления очков | Предыдущие системы начисления очков | Предыдущие системы начисления очков | Предыдущие системы начисления очков | Предыдущие системы начисления очков | Предыдущие системы начисления очков |
| Годы                                |                                     | 1-й                                 | 2-й                                 | 3-й                                 | 4-й                                 | 5-й                                 | 6-й                                 | 7-й                                 | 8-й                                 | 9-й                                 | 10-й                                | ПП                                  | БК                                  |
| ----------------------------------- | ----------------------------------- | ----------------------------------- | ----------------------------------- | ----------------------------------- | ----------------------------------- | ----------------------------------- | ----------------------------------- | ----------------------------------- | ----------------------------------- | ----------------------------------- | ----------------------------------- | ----------------------------------- | ----------------------------------- |
| 2011                                | Гонка 1                             | 25                                  | 18                                  | 15                                  | 12                                  | 10                                  | 8                                   | 6                                   | 4                                   | 2                                   | 1                                   | 1                                   | 1                                   |
| 2011                                | Гонка 2                             | 18                                  | 13                                  | 10                                  | 8                                   | 6                                   | 4                                   | 2                                   | 1                                   |                                     |                                     |                                     | 1                                   |
| 2006-2010                           | Гонка 1                             | 10                                  | 8                                   | 6                                   | 5                                   | 4                                   | 3                                   | 2                                   | 1                                   |                                     |                                     | 1                                   | 1                                   |
| 2006-2010                           | Гонка 2                             | 6                                   | 5                                   | 4                                   | 3                                   | 2                                   | 1                                   |                                     |                                     |                                     |                                     |                                     | 1                                   |
| 2004-2005                           | Гонка                               | 10                                  | 8                                   | 6                                   | 5                                   | 4                                   | 3                                   | 2                                   | 1                                   |                                     |                                     |                                     |                                     |
| 1999–2003                           | Гонка                               | 10                                  | 6                                   | 4                                   | 3                                   | 2                                   | 1                                   |                                     |                                     |                                     |                                     |                                     |                                     |

Примечание: До 2006 года в рамках уик-энда проходила 1 гонка.